# Høgnorsk
Høgnorsk, język wysokonorweski – ultrapurystyczna i nieoficjalna odmiana języka norweskiego będąca odmianą standardu nynorsk w formie opracowanej przez Ivara Aasena. Wywodzi się z odmiany nynorsk, z której odrzucono zmiany wprowadzone przez rząd w r. 1917. Jest to przede wszystkim odmiana pisana.

## Termin
Określenie høgnorsk zostało wprowadzone do języka przez prof. Torleiva Hannaasa w artykule Høgnorsk eller flatnorsk?, w którym autor dokonał podziału odmian języka na zasadzie niemieckiego hochdeutsch i plattdeutsch. Oznacza ono konserwatywną odmianę standardu nynorsk.

## Język
W roku 1917 przeprowadzono reformę pisowni języka norweskiego, mającą na celu zbliżenie obu wariantów języka do siebie, jednak reforma nie przez wszystkich została zaakceptowana. Powstał na bazie odmiany landsmål, jednak w porównaniu z nim jest o wiele bardziej nowoczesny. Odrzuca przede wszystkim długie końcówki etymologiczne, natomiast akceptuje współczesne, np. -d w rzeczownikach i przymiotnikach. Wymowa nie różni się od standardu bokmål. Høgnorsk jest dalej odmianą żywą i używaną.